# Жан II де Люксембург-Линьи
Жан II Люксембургский (фр. Jean II de Luxembourg; 1392 — 5 января 1441) — граф Гиз с 1425 года и Линьи с 1430 года. Младший сын Жана Люксембургского, сеньора де Бовуар (ум. 1397), и Маргариты Энгиенской, графини де Бриенн.

## Биография
После смерти отца Жан унаследовал город Боревуар.
В борьбе Арманьяков с Бургиньонами поддерживал герцога Бургундии Филиппа Доброго, который в 1414 году назначил его губернатором Арраса.
В 1418 году отвоевал у Арманьяков Санлис и был назначен губернатором Парижа.
В 1425 году при поддержке Джона Ланкастера, герцога Бедфордского, отвоевал у дофина графство Гиз.
В 1430 году принимал участие в осаде Компьеня. 23 мая 1430 года его рыцари взяли в плен Жанну д’Арк. Жан долго колебался, но в ноябре продал Жанну англичанам за 10 тысяч ливров.
В том же году после смерти тетки — Жанны Люксембургской унаследовал графство Линьи.
В 1435 году Жан принимал участие в подписании Аррасского договора, завершившего борьбу герцога Бургундии с французским королём.

## Семья
Жан Люксембургский был женат с 1418 года на Жанне де Бетюн, виконтессе Мо (ум. 1449). Детей у них не было, и владения унаследовал племянник — Людовик Люксембургский.